# 18912 Kayfurman
18912 Kayfurman este un asteroid din centura principală de asteroizi.

## Descriere
18912 Kayfurman este un asteroid din centura principală de asteroizi. A fost descoperit pe 30 iulie 2000 la Socorro, New Mexico, în cadrul proiectului LINEAR. Asteroidul prezintă o orbită caracterizată de o semiaxă mare de 2,82 ua, o excentricitate de 0,15 și o înclinație de 9,0° în raport cu ecliptica.